# Антоній Діоген
Антоній Діоген — відомий давньогрецький романіст II століття — періоду Римської імперії.

## Життєпис
Про життя, місце та дату народження Антонія Діогена нічого не відомо. Є дані лише про його роман «Чудеса країни по той бік Туле». Ця праця складалася з 24 книг. Втім, дотепер дійшли лише декілька уривків. Мова йде про мандри Дінія з Аркадії на край світу та його пригоди там. Також одним із мотивів є любов Дінія до Деркилліди. Цей літературний твір відомий за переказом патріарха Фотія.